# 联合国安全理事会第1748号决议
联合国安理会1748号决议是联合国安全理事会于2007年3月27日在第5648次会议上一致通过的一项决议。该决议审视了哈里里案国际独立调查委员会提交的报告，对报告表示欢迎，并决定将该委员会的任务期限延长至2008年6月15日，请该委员会每四个月或在它认为适当的任何时候，继续向安理会报告调查进展情况。